# Giuseppe Minardi
Giuseppe Minardi   (Solarolo, 18 de març de 1928 - Faenza, 21 de gener de 2019) va ser un ciclista italià que fou professional entre 1950 i 1958.
Anomenat Pipazza, destacà en les clàssiques del ciclisme italià, en les quals demostrà la seva capacitat a l'esprint. Com a amateur ja va guanyar el Trofeu Matteotti i la Milà-Rapallo el 1949. El 1950 va fer el salt al professionalisme en la Volta a Llombardia, aconseguint la seva primera victòria l'any següent, en una etapa del Giro d'Itàlia. Les seves principals victòries foren la Volta a Llombardia de 1952 i sis etapes al Giro d'Itàlia, cursa que liderà durant 3 etapes en l'edició de 1954.

## Palmarès
- 1949 (amateur)
  - 1r del Trofeu Matteotti
  - 1r de la Milà-Rapallo
- 1951
  - 1r del Trofeu Baracchi (amb Fiorenzo Magni)
  - 1r del G.P. Ponte Valleceppi
  - Vencedor d'una etapa al Giro d'Itàlia
- 1952
  - 1r de la Volta a Llombardia
  - 1r dels Tres Valls Varesines
  - 1r del Giro de Campania
  - Vencedor d'una etapa al Giro d'Itàlia
- 1953
  - Vencedor d'una etapa de la Roma-Nàpols-Roma
  - Vencedor d'una etapa al Giro d'Itàlia
- 1954
  - 1r al Giro de la Província de Reggio de Calàbria
  - 1r del Giro de Romagna
  - Vencedor d'una etapa al Giro d'Itàlia
- 1955
  - 1r del Trofeu Matteotti
  - 1r del Giro del Piemont
  - 1r a Pescara
  - Vencedor d'una etapa al Giro d'Itàlia
- 1956
  - 1r al Giro de la Província de Reggio de Calàbria
  - Vencedor d'una etapa al Giro d'Itàlia

### Resultats al Giro d'Itàlia
- 1950. 55è de la classisificació general
- 1951. 46è de la classisificació general. Vencedor d'una etapa
- 1952. 18è de la classisificació general. Vencedor d'una etapa
- 1953. Abandona. Vencedor d'una etapa
- 1954. Abandona. Vencedor d'una etapa. Porta la maglia rosa durant 3 etapes
- 1955. 24è de la classisificació general. Vencedor d'una etapa
- 1956. Abandona. Vencedor d'una etapa

### Resultats al Tour de França
- 1953. Abandona (5a etapa)